# Madelia, Minnesota
Madelia là một thành phố thuộc quận Watonwan, tiểu bang Minnesota, Hoa Kỳ. Năm 2010, dân số của thành phố này là 2308 người.

## Dân số
- Dân số năm 2000: 2340 người.
- Dân số năm 2010: 2308 người.